# Tilahun Gesesse

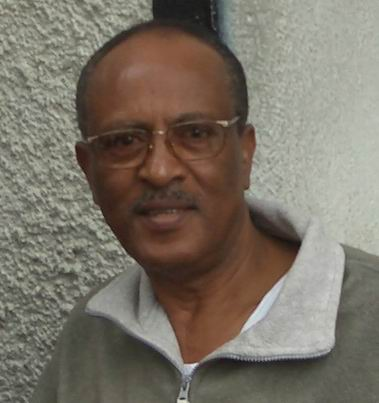
Tilahun Gesesse (März 2006)

Tilahun Gesesse (* 27. September 1940 in Addis Abeba; † 19. April 2009 ebenda), ebenfalls gebräuchlich ist die französische Schreibweise Tlahoun Gèssèssè, war ein bedeutender äthiopischer Sänger.
Seine Karriere begann am Hager-Fikir-Theater in Addis Abeba. In den 1960er-Jahren, dem Höhepunkt seiner Karriere, arbeitete Gesesse unter anderem mit der Imperial Bodyguard Band, einem der seinerzeit führenden Orchester Äthiopiens. Tilahun Gesesse wird oft als „Voice of Ethiopia“ (die Stimme Äthiopiens) bezeichnet.